# Podomyrma laevissima
Podomyrma laevissima är en myrart som beskrevs av Smith 1863. Podomyrma laevissima ingår i släktet Podomyrma och familjen myror. Inga underarter finns listade i Catalogue of Life.